# Fort Lagarde
Pour les articles homonymes, voir Lagarde.

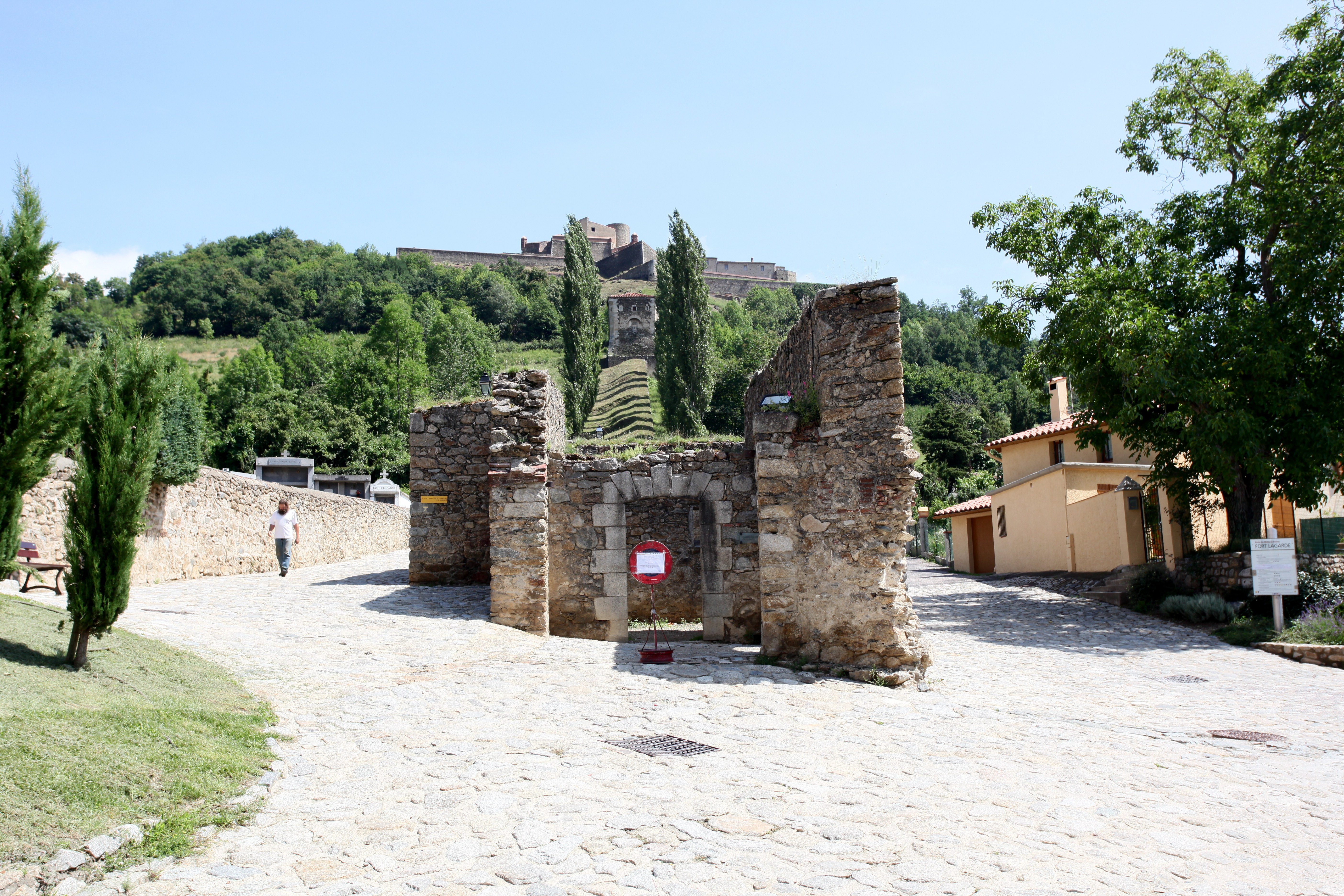
Le chemin couvert menant de l'église au fort

Le fort Lagarde est une citadelle du XVIIe siècle dominant la ville de Prats-de-Molló, dans le département des Pyrénées-Orientales, à soixante kilomètres de Perpignan et seulement treize de la frontière franco-espagnole. Sa vocation, outre la protection de la ville, résidait dans la surveillance du col d'Ares, passage naturel vers l'Espagne. Il est un parfait exemple d'adaptation du concept de fortification bastionnée. 
Capitale du Haut Vallespir, Prats-de-Molló est devenu un important point stratégique à partir de 1659, date du rattachement du Roussillon à la France. La ville a été fortifiée par le maréchal de Louis XIV, Vauban, qui a également fait construire le fort Lagarde, surplombant les lieux.
Le fort Lagarde est classé « monument historique » depuis 1925.

## Historique
Au XIIIe siècle, la ville de Prats-de-Molló avait un curieux urbanisme. Elle était séparée en deux par le Tech, une petite rivière, chacune des deux parties remontant les flancs de la vallée. Sur la partie Nord s'étendait la ville proprement dite avec sa population laborieuse tandis qu'en face se trouvait le château abritant les quelques familles dirigeantes. Ce château servait de résidence aux comtes de Besalú. 
En 1307, on trouve trace d'une tour de surveillance bâtie en ces lieux, sous les rois d'Aragon, au lieudit « Lagardia ». Cette tour ronde, la « tour de la Guardia », ancienne tour à signaux, située à 1 540 mètres d'altitude, était destinée à communiquer des informations d'ordre militaire par le biais de feux, la nuit, ou de fumées, le jour. Elle était en relation avec la « tour d'En Mir » et la « tour de Cos ». Cette dernière se trouvait entre le Tech et Montferrer, plus bas dans la vallée, et était à même de transmettre les informations pour prévenir d'autres tours jusqu'à la plaine de l'arrivée d'un éventuel danger. La « tour de la Guardia » a été conservée lors de la construction du fort et se trouve maintenant au milieu de l'étoile que forme le donjon. 
En 1659, le traité des Pyrénées a pour conséquence l'annexion du Vallespir, du Roussillon, du Conflent, du Capcir et d'une partie de la Cerdagne au royaume de France. Prats-de-Molló devient une place forte frontière.
Dominant la ville fortifiée, le fort Lagarde a été construit d'abord pour protéger la nouvelle frontière du traité des Pyrénées et surveiller l'entrée du Haut-Vallespir. Accessoirement, il devait permettre d'éviter une nouvelle révolte comme celle des Angelets de la Terra, en permettant de tenir en respect les habitants mécontents à la suite du rattachement des comtés du Nord de la Catalogne à la France.
De 1663 à 1672, une partie de la population du Vallespir et du Conflent se révolte contre le rétablissement de la gabelle, l'impôt sur le sel supprimé depuis 1292. L'un des meneurs, Josep de la Trinxeria, est d'origine pratéenne. Il s'ensuivit deux vagues d'attaque des troupes royales pour rétablir l'ordre. À la suite du siège de la ville en 1670, le château de Perella ou de Périlloux, l'ancien château médiéval des comtes de Besalú, est renforcé afin d'accueillir une centaine de soldats et une artillerie destinée à surveiller les habitants. Ce premier fort est démantelé six ans plus tard au profit du fort actuel.
Lors de la guerre de Hollande (1672-1678), une menace espagnole fait craindre le siège de la ville. Le donjon, en forme d'étoile, est édifié en 1677 autour de l'ancienne tour à signaux médiévale.
La majeure partie de la construction fut réalisée à partir de 1677 sur des directives de Sébastien Le Prestre de Vauban, commissaire général des fortifications de Louis XIV qui fortifia de nombreux édifices dans la région (fort de Bellegarde, château royal de Collioure, Mont-Louis, etc.). Les plans d'ensemble ont été pensés par Christian Rousselot de Monceaux, puis par Vauban lui-même, lors de sa venue à Prats-de-Molló en 1679.
Le Donjon fut construit en 1686, toujours suivant les directives de Vauban. Il est relié à Prats-de-Molló par un souterrain, construit au XVIIIe siècle, qui débouche de nos jours à quelques dizaines de mètres des remparts de Prats-de-Mollo.
En 1691, l'ingénieur Rousselot, responsable des places fortes du Roussillon, élabore un projet d'agrandissement en s'inspirant de celui de Vauban, lequel appuie le plan auprès du roi.
Mais la réalisation de ce projet doit rapidement être interrompue pour cause de nouvelle guerre et... par manque de moyens financiers. La construction se poursuit néanmoins dans ses grandes lignes jusqu'au milieu du XVIIIe siècle, mais reste inachevée par rapport au plan initial. Le fort reçoit encore des aménagements jusqu'à la fin du XIXe siècle.
Le fort Lagarde n'eut pas à soutenir un siège avant la guerre de 1793 qui opposa les Français et les Espagnols. Le général Ricardos a lancé son offensive initiale par le col d'Ares, et c'est tout naturellement que le fort Lagarde s'est retrouvé en première ligne. Il fut pris rapidement et resta aux mains de l'ennemi jusqu'en 1794, date à laquelle les troupes françaises de Dugommier parvinrent à rejeter les Espagnols de l'autre côté des Pyrénées.
En 1976, plus de cinquante ans après son désarmement, il est acquis par la commune qui entreprend sa restauration.

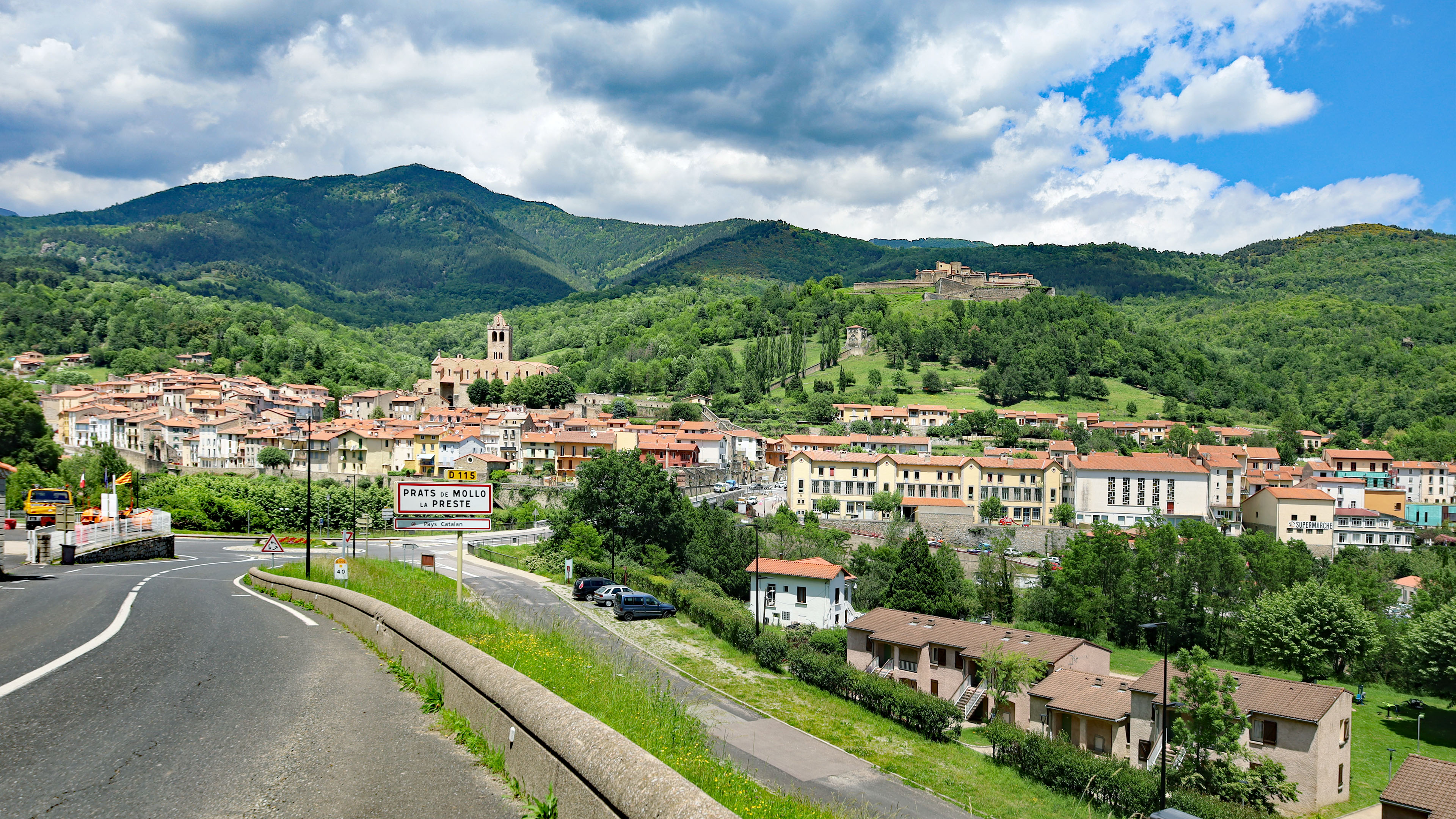
Entrée de Prats de Mollo en venant d'Espagne.
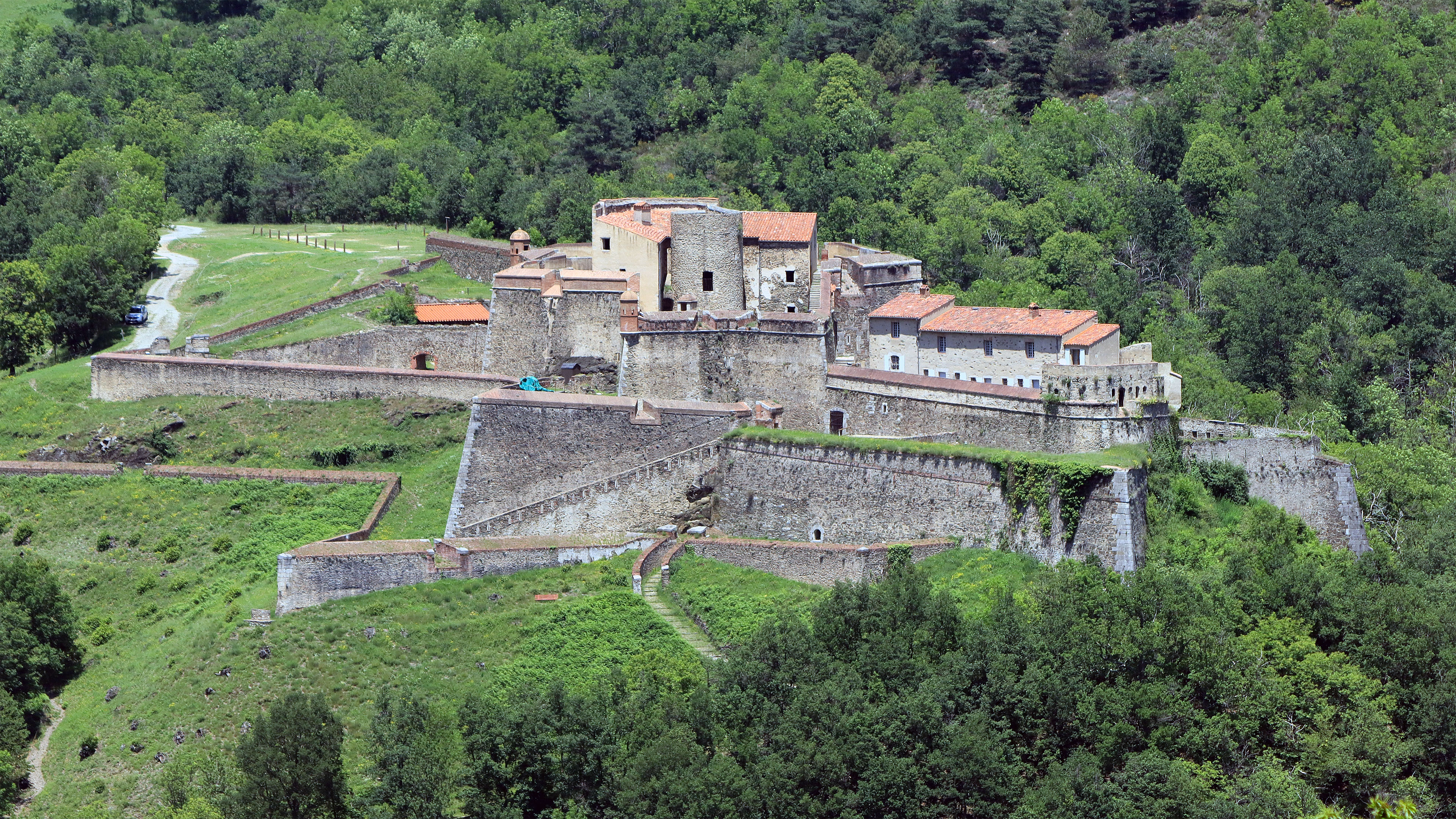
Vue rapprochée du fort.
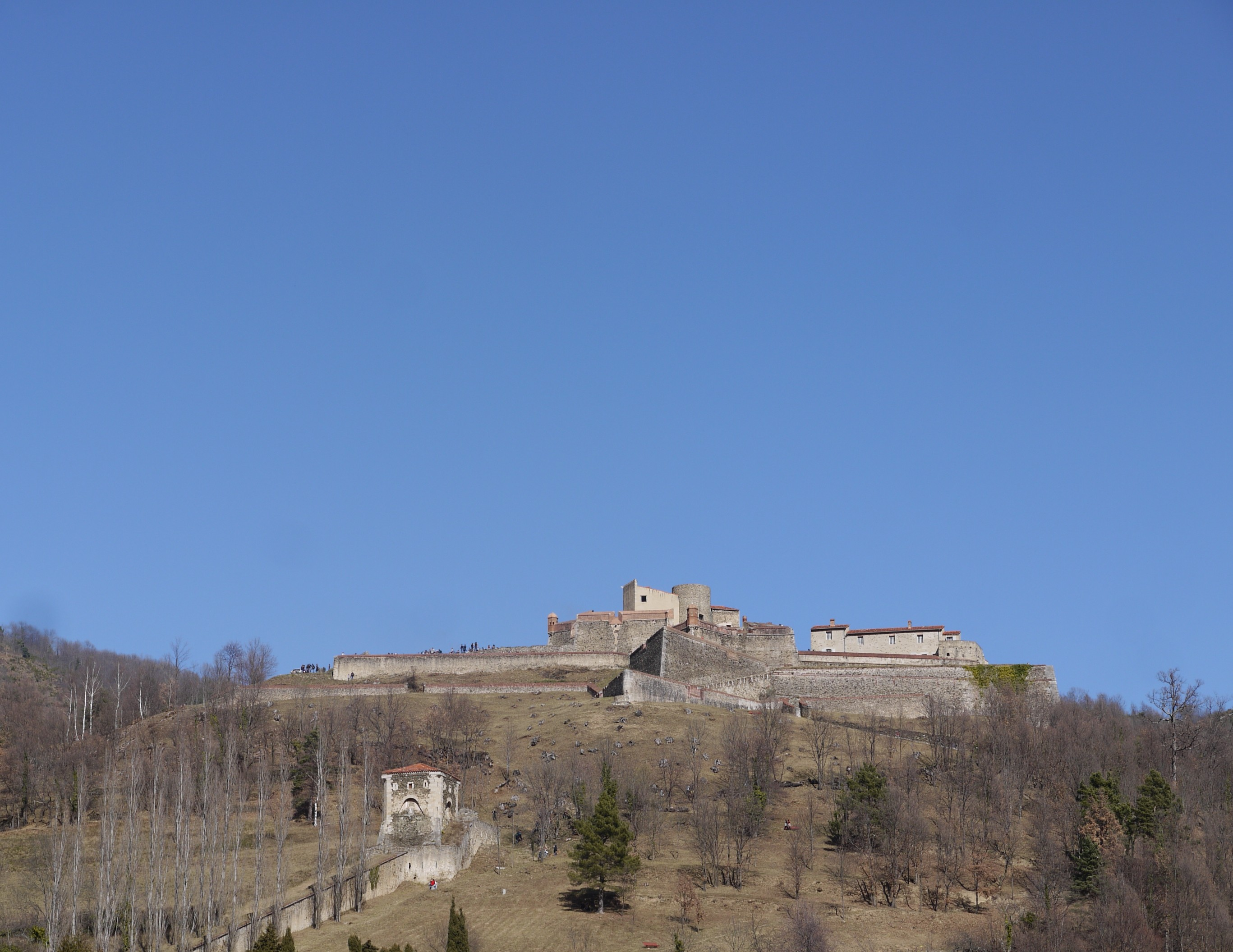
Vue générale.
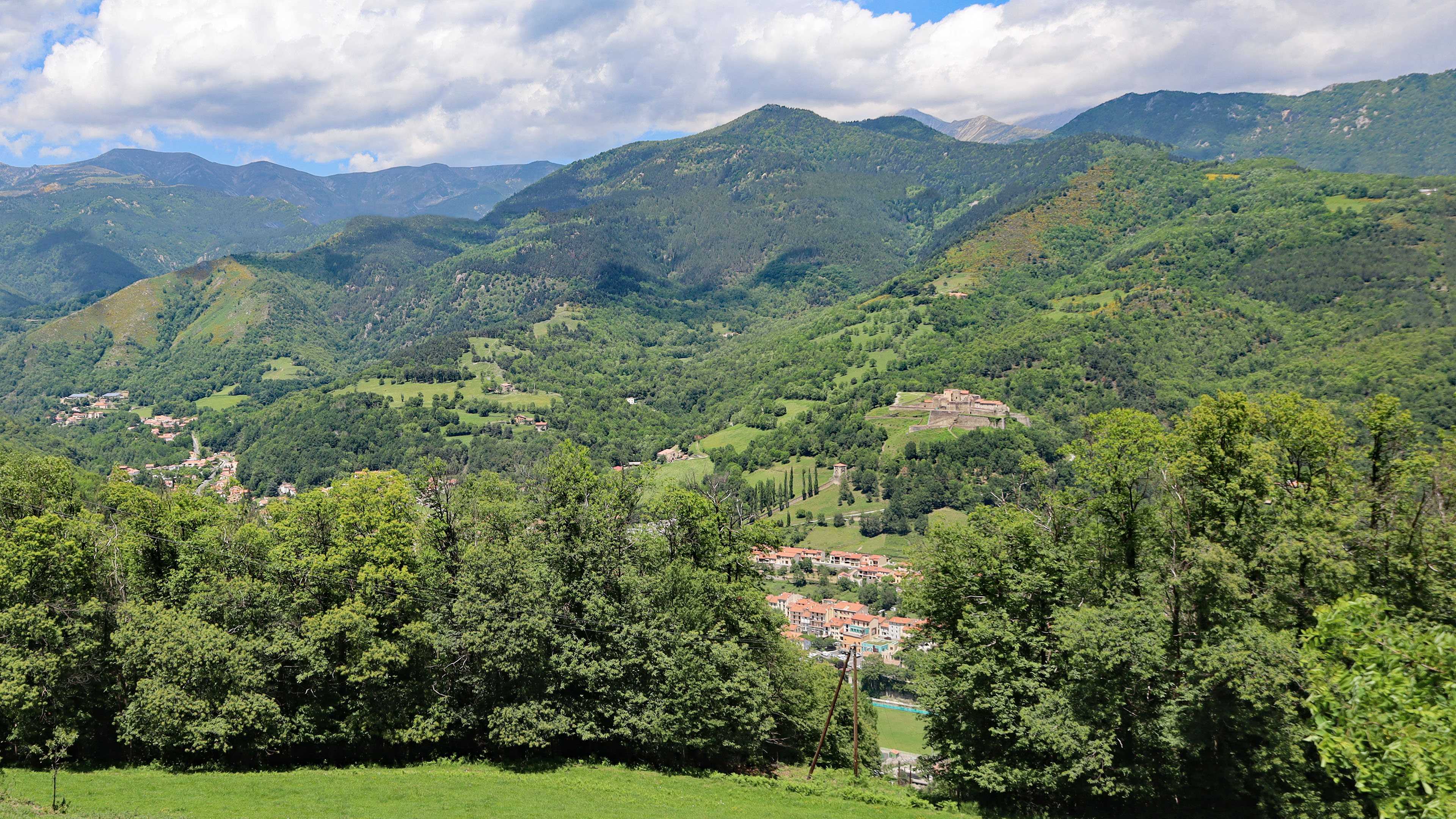
Le fort sur le flanc sud de la montagne.

## Description du fort Lagarde
Le fort a été construit de manière à résister à une artillerie ennemie selon le concept de fortification bastionnée, développée par Vauban. Il est parfaitement adapté au relief montagneux de Prats-de-Molló.
La fortification étant incomplète, pour les raisons exposées plus haut, la capacité du monument est moitié moindre que celle prévue initialement par Vauban. Sur le front Sud, deux lignes de défense se succèdent en avant du donjon : la contregarde et l'ensemble formé par la fausse braie, le redan Sainte-Marguerite et la corniche de droite. Les fronts Nord et Est sont bordés par des ravins. Le plus vulnérable reste le front Ouest protégé par un système de défense complexe. Il est renforcé par une place d'armes et une traverse dite « tombeau de Mahomet » (surnom peut-être dû à sa forme, évoquant celle d'un tombeau musulman).
Tous ces ouvrages sont érigés en trois matériaux différents : granit du massif du Costabonne, schiste et brique. Ces matériaux, comme les vivres et autres marchandises, pouvaient être transportés, depuis la ville, à dos d'homme ou de mulet, par un sentier. Une voie de repli militaire existe parallèlement à ce sentier. Partant du monument, un souterrain de 142 marches datant du XVIIIe siècle aboutit à une redoute à mâchicoulis sur arc. Ce poste de défense avancé est également appelé « tour Carrée ». Un chemin couvert, entre ville et redoute, complète cette voie qui permettait aux soldats, en poste dans la ville, de rejoindre le fort en cas d'attaque.

## Les commandants du fort
- 1830-1848 : Jean-Louis Boyer